# Sylvain Savoia
 (janvier 2021).
Sylvain Savoia est un dessinateur de bande dessinée français né le 30 septembre 1969 à Reims (Marne).

## Biographie

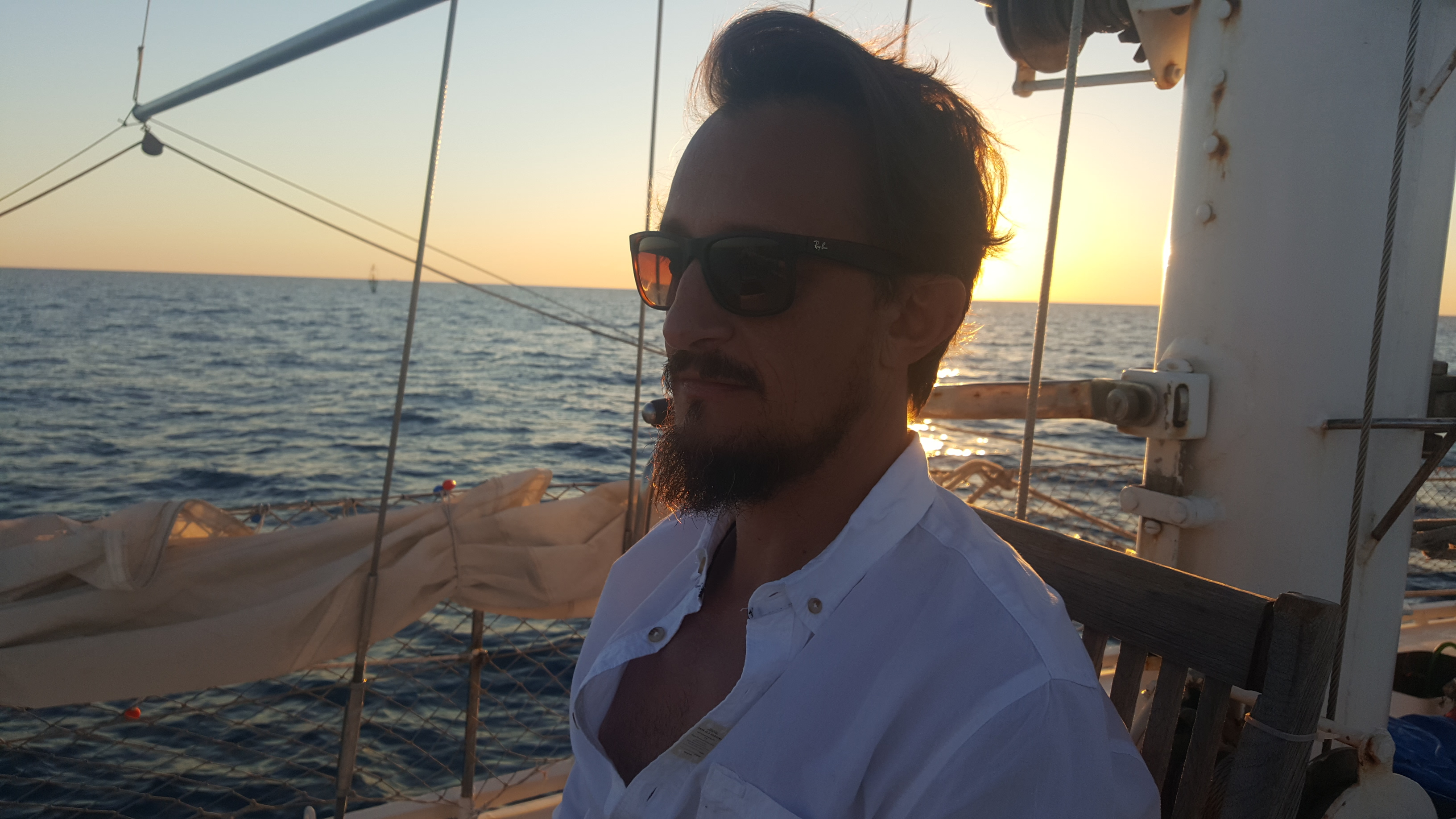
Sylvain Savoia en 2016.

Né à Reims en 1969, Sylvain Savoia est un dessinateur-graphiste-illustrateur. Après un passage rapide à l’institut Saint Luc à Bruxelles, il co-fonde l’Atelier 510TTC en 1993.
Sur un scénario de Jean-David Morvan, Savoia publie en 1993 son premier album, Reflets perdus, aux éditions Zenda. Puis la série Nomad aux éditions Glénat. Toujours avec Morvan au scénario, il lance en 2003 la série policière Al'Togo chez Dargaud en 2003.
Parallèlement à la réalisation des albums de bande dessinée, Sylvain Savoia œuvre fréquemment depuis 1996 dans la publicité, les affiches, la communication et les livrets de formation professionnelle.
Depuis 2004, il réalise avec sa compagne Marzena Sowa Marzi, une série basée sur les souvenirs d’enfance de son autrice.
En 2015 sort Les esclaves oubliés de Tromelin, publiée chez Aire Libre.  

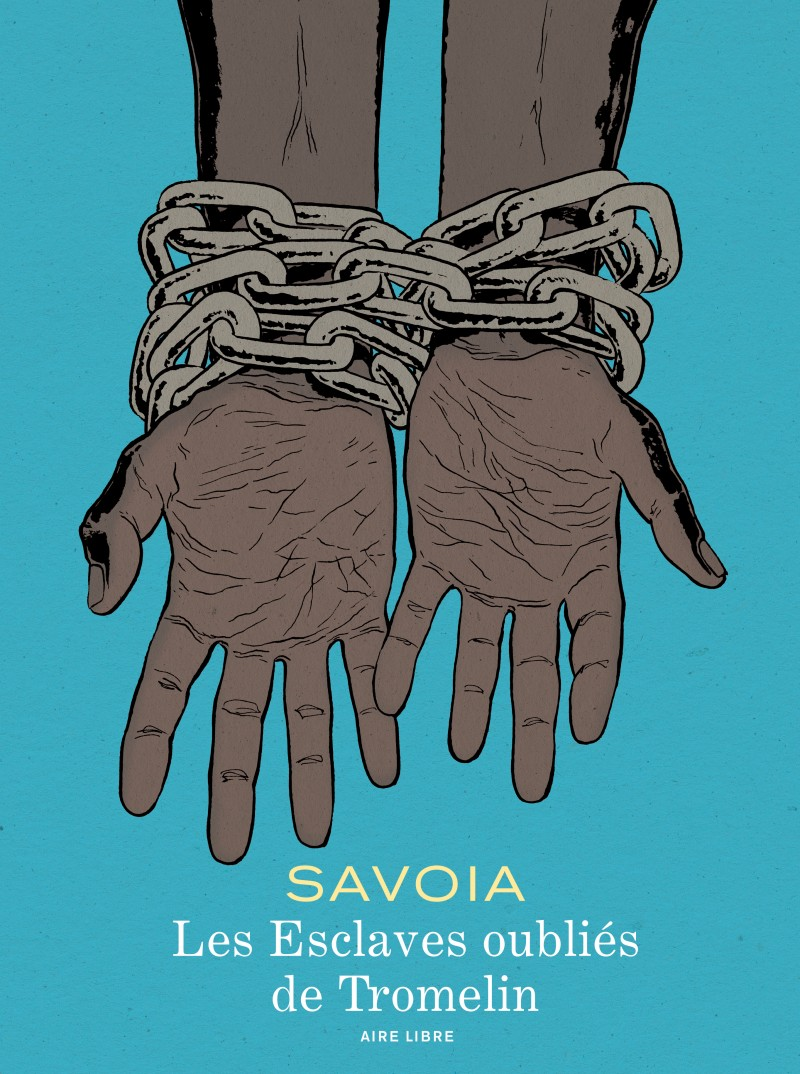
Couverture de l'album, coll. Aire Libre, ed. Dupuis

En 2017, il publie avec Jean-David Morvan et Séverine Tréfouël un opus de la collection Magnum Photos/Aire Libre : Cartier-Bresson, Allemagne 1945. 
Depuis 2018, Sylvain Savoia est également le dessinateur de la collection éducative Le Fil de l'Histoire raconté par Ariane & Nino dans la section jeunesse de Dupuis. Il est accompagné par Fabrice Erre au scénario.
Avec Marzena Sowa, il adapte en 2020 le livre de Gaël Faye Petit Pays chez Aire Libre, un roman inspiré de la vie du compositeur-interprète.
En 2020 également, Il est nommé chevalier de l’ordre des Arts et des Lettres.

## Publications
- Nomad, scénario de Jean-David Morvan, Glénat

1. Mémoire vive, 1994
2. Gai-jin, 1995
3. Mémoires mortes, 1996
4. Tiourma, 1998
5. Mémoire cache, 2000

- Al'Togo, scénario de Jean-David Morvan (Dargaud)

1. 297 km, 2003
2. Midi - Zuid, 2004
3. Tajna Policja, 2005
4. SMS Republik, 2008
5. Cissié M'Natogo, 2010

- - Intégrale en un volume
- Marzi, scénario de sa compagne Marzena Sowa, Dupuis

1. Petite Carpe, 2005
2. Sur la terre comme au ciel, 2006
3. Rezystor, 2007
4. Le Bruit des villes, 2008 (tirage de tête), Éditions de la Gouttière, 2008
5. Pas de liberté sans solidarité, 2009
6. Tout va mieux..., 2011
7. Nouvelle vague, 2016

- Le Fil de l'Histoire raconté par Ariane & Nino (scénario), dessins et couleurs de Savoia, Dupuis

1. Albert Einstein - Un physicien de génie, 2018
2. La Pyramide de Khéops - La 1re Merveille du monde, 2018
3. Les Gaulois - Sacrés ancêtres !, 2018
4. La Guerre des tranchées - L'Enfer des poilus, 2018
5. Les Croisades (Conflits en Terre sainte), 2018[4]
6. Les gladiateurs (Jeux de Romains), 2018[4]
7. Louis XIV (Le Roi-Soleil), 2018[4]
8. L'or noir (La conquête du pétrole), 2018[5],[4]
9. La Grande Muraille de Chine (Les remparts d'un empire), 2018[5]
10. La découverte des dinosaures (Une révolution archéologique), 2018
11. Les Vikings (Marchands et pirates), 2018
12. Les samouraïs (La voie du bushido), 2019
13. Le premier pas sur la Lune (Mission Apollo), 2019
14. Napoléon (Empereur et stratège), 2019
15. Le mur de Berlin (Au cœur de la guerre froide), 2019
16. Gandhi (Un soldat de la paix), 2020
17. Le Titanic (Naufrage d'un géant), 2020
18. La Peste (Histoire d'une pandémie), 2020

- - La Pologne vue par les yeux d'une enfant (intégrale, tome 1), 2008
  - Une enfant en Pologne (intégrale, tome 2), 2009
- Les Esclaves oubliés de Tromelin, collection Aire Libre, Dupuis, 2015
- Henri Cartier-Bresson, Allemagne 1945, scénario de Jean-David Morvan, Magnum Photos - collection Aire Libre, Dupuis, mai 2016
- Petit Pays, adaptation du roman de Gaël Faye, scénario de Gaël Faye et Marzena Sowa, collection Aire Libre, Dupuis, avril 2024

## Prix et récompenses
- 2020 : chevalier de l’ordre des Arts et des Lettres[3]